# ألكسيس ماتشوكا
ألكسيس ماتشوكا (بالإسبانية: Alexis Machuca)‏ هو لاعب كرة قدم أرجنتيني في مركز الدفاع، ولد في 10 مايو 1990 في روساريو في الأرجنتين. شارك مع منتخب الأرجنتين تحت 17 سنة لكرة القدم ومنتخب الأرجنتين تحت 20 سنة لكرة القدم. أما مع النوادي، فقد لعب مع نيولز أولد بويز.

## وصلات خارجية
- ألكسيس ماتشوكا على موقع قاعدة بيانات كرة القدم.إي يو (الإنجليزية)
- ألكسيس ماتشوكا على موقع Soccerway.com (الإنجليزية)
- ألكسيس ماتشوكا على موقع AS.com (الإسبانية)